# Oswaldia apicalis
Oswaldia apicalis là một loài ruồi trong họ Tachinidae.